# يا طير الطاير (فلم)
يا طير الطاير (بالإنجليزية: The Idol) هُو فيلم دراما فلسطيني صدر سنة 2015 وأخرجه هاني أبو أسعد. يتحدث الفيلم عن قصة حياة وصُعود نجم المُطرب الفلسطيني محمد عساف في مجال الطرب والموسيقى، خُصوصا مُشاركته في مُسابقة أراب آيدول الغنائية في بيروت. يُؤدي دور عساف في الفيلم المُمثل توفيق برهوم، ويشاركه البطولة طاقم مُكون من كُل من المُخرجة اللبنانية نادين لبكي، وعلي سليمان، وميساء عبد الهادي، منال عوض، وعامر حليحل، وأشرف برهوم. عُرض الفيلم في قسم العروض الخاصة في مهرجان تورونتو السينمائي الدولي لسنة 2015. كما اختير ليكون الترشيح الرسمي لدولة فلسطين بخُصوص جائزة أفضل فيلم بلغة أجنبية في حفل توزيع جوائز الأوسكار التاسع والثمانين، لكنه لم يدخل ضمن القائمة النهائية للجائزة. تبلُغ مُدة الفيلم ساعة و37 دقيقة تقريبا.

## القصة
يروي فيلم يا طير الطاير نسخة مُتخيلة من قصة حياة المُطرب الفلسطيني مُحمد عساف، والذي انتقل من الغناء في الحفلات والأعراس في مُخيم للاجئين في قطاع غزة إلى الفوز في مُسابقة أراب آيدول الغنائية سنة 2013.
يبدأ الفيلم من سنة 2005 في قطاع غزة، حين كان محمد لا يزال طفلا صغيرا، حيث شكل آنذاك فرقة موسيقية مع أخته نور وصديقين له. اعتمدت هذه الفرقة بشكل كبير على صوت مُحمد المُذهل، وسُرعان ما طلب منهم الأهالي الغناء في الحفلات والأعراس. في إحدى المرات، انهارت نور فجأة أثناء العزف. بعد خضوعها لفحص طبي، اكتشفت نور أنها مُصابة بالقصور الكلوي، الأمر الذي جعلها أمام خيارين: إما أن تُجري أسبوعيا عملية غسيل الكلى أو أن تُوفر لها عائلتها الموارد المالية الضرورية لزرع كلية جديدة. نظرًا لأن عملية الزرع باهظة الثمن، فقد جعل مُحمد هدفه الأساسي من نشاط الغناء هو جمع أموال كافية من أجل تغطية تكاليف عملية الزرع هذه. يبدأ محمد في تلقي دروس في الغناء، كما يتعرف على فتاة اسمها أمل، والتي تُعاني هي أيضًا من مرض في الكلى، خلال إحدى جلسات غسيل الكلى لنور. على الرغم من خضوعها العلاج، تُوفيت نور، وتركت محمد في حالة إحباط واكتئاب.
بعد سبع سنوات، أي في عام 2012، قدم محمد عرضًا مع فرقة موسيقية في برنامج «فلسطيني آيدول» (بالإنجليزية: Palestinian Idol)، لكن قيود السفر المفروضة على قطاع غزة منعته من الذهاب فعليًا إلى الاستوديو في رام الله، وأجبرته على المُشاركة في العرض عبر منصة سكايب. أثرت الانقطاعات المُتكررة للكهرباء في غزة على أداء مُحمد، وأحبطته وجعلته يُفكر في ترك مجال الغناء. لكن عندما التقى بأمل مرة أخرى، كانت هذه الأخيرة مصدر إلهامه، وبدعم من عائلته، قرر محمد أن يُشارك في تجارب الأداء الخاصة ببرنامج أراب آيدول. في ذلك الوقت، كان عبور الحدود من غزة إلى مصر، حيث ستُجرى تجارب الأداء، أمر شبه مستحيل. قُبض على مُحمد عندما كان مارا من معبر رفح، حيث كان يحمل جواز سفر مُزور، ولكن بعد أدائه لأغنية دينية لمُوظف الحدود، سمح له هذا الأخير بالدخول إلى مصر، مع تحذيره بأنه قد يصعب عليه العودة. في القاهرة، وجد محمد أن الاختبارات جارية بالفعل، وأن جميع الأماكن قد شُغلت، مما أجبره على اقتحام المبنى الذي كانت تُجرى فيه تجارب الأداء. يعرض مُغن شاب على مُحمد مكانه بعد أن سمعه يُغني في المرحاض. نجح محمد في تجربة أداء البرنامج، وسرعان ما سُمح له بالسفر إلى بيروت للمُشاركة في المُسابقة الرئيسية.
مع التقدم في مراحل البرنامج، ازدادت سُمعة محمد بين الفلسطينيين، كما دعمه أبناء شعبه خُصوصا لأنه يُغني بشكل جيد للغاية، كما اعتبروه مثالا حقيقيا عن الكبرياء الوطني الفلسطيني وعن الأمل والتفاؤل الذي يُعرف به أبناء الشعب الفلسطيني. يُؤثر هذا الضغط الناجم عن هذه الشهرة على محمد، حيث يتعرض هذا الأخير لنوبة هلع قبل إحدى الأدوار المُهمة في المُسابقة. بدعم من أحد حُكام المُسابقة ومن أمل عبر الهاتف، يلتقط محمد أنفاسه ويعود لاستكمال المُسابقة. ينتهي الفيلم بعرض لقطات حقيقية لفوز المُطرب الفلسطيني مُحمد عساف بلقب آراب آيدول، تليها لمحة موجزة عن حياة عساف بعد نهائي المُسابقة.

## طاقم التمثيل
- توفيق برهوم في دور محمد عساف (الشاب).
- قيس عطالله في دور مُحمد عساف (الفتى).
- علي سليمان في دور سعيد.
- إياد حوراني في دور علي.
- عبد الكريم أبو بركة
- منال عوض في دور والدة محمد عساف.
- نادين لبكي في دور شادية.
- أشرف برهوم في دور المُهرب.
- ميساء عبد الهادي في دور هبة.
- علي جابر
- أحمد الروخ في دور عُمر.
- عامر حليحل في دور كمال.

## الإنتاج
صُورت بعض مشاهد الفيلم في منطقة في غزة، وهو بذلك أول فيلم روائي طويل تُصور مشاهده في غزة منذ عقود. صُورت المشاهد المُتبقية في كُل من مُدن جنين وعمان وبيروت والقاهرة. أُنتج فيلم يا طير الطاير بالتعاون مع مُؤسسة الدوحة للأفلام وبدعم من الصندوق الهولندي للأفلام.

## الاستقبال النقدي
حظي الفيلم بآراء إيجابية من النقاد في المُجمل. فعلى موقع الطماطم الفاسدة، حصل الفيلم على تقييم 83٪ بناء على 47 مُراجعة نقدية." أما على موقع ميتاكريتيك، فقد حصل الفيلم على تنقيط 66 من أصل 100 بناء على 18 مُراجعة نقدية، وقد تلقى الفيلم على هذا الموقع "تقييمات مُختلطة أو مُتوسطة" في الغالب.

## التوزيع
حصلت شركة «أدوبت للأفلام» (بالإنجليزية: Adopt Films) على جميع حقوق توزيع الفيلم في الولايات المُتحدة.

## وصلات خارجية
- مقالات تستعمل روابط فنية بلا صلة مع ويكي بيانات